# Suicidal Tendencies (альбом)
Suicidal Tendencies — дебютный студийный альбом американской хардкор-панк группы Suicidal Tendencies, выпущенный 5 июля 1983 года на Frontier Records. Считающийся одним из самых продаваемых и успешных панк-рок альбомов, Suicidal Tendencies был хорошо принят как фанатами, так и критиками, а выход в эфир его единственного сингла «Institutionalized» (клип на который стал одним из первых хардкор-панк видеоклипов, показанных на MTV) принес группе значительную популярность. Альбом оказал большое влияние на зарождавшийся в то время жанр трэш-метала и его поджанровый кроссовер.

## Информация об альбоме
На обложке Suicidal Tendencies изображены участники группы, висящие вверх ногами, сделанные Гленом И. Фридманом, который продюсировал альбом. На заднем и переднем фоне обложки изображены различные самодельные футболки Suicidal Tendencies.
Песня «I Shot the Devil» первоначально называлась «I Shot Reagan». По слухам, к группе обратилось ФБР с просьбой изменить название песни. В итоге группа использовала оригинальное название песни на листе с текстом.
В 1989 году, из-за различных проблем с роялти и издательскими правами с Frontier Records, Мюир и более поздние инкарнации группы перезаписали весь альбом и выпустили его в 1993 году как Still Cyco After All These Years, с (в основном) точным воссозданием оригиналов, плюс две песни из Join the Army и одна ранее не издававшаяся песня «Don’t Give Me Your Nothin».

## Оценки
Альбом Suicidal Tendencies получил в основном положительные отзывы и оценки. Стив Хьюи из AllMusic поставил альбому оценку 9/10, назвав его «быстрым, яростным и смешным» и утверждая, что он «гораздо больше обязан хардкор-панку, чем более позднему гибриду хардкора и хэви-метала, которым они стали известны, но это все равно, возможно, их лучший альбом». Хьюи добавил, что «Майк Мьюир показал себя внятным лириком и комментатором, с умом и юмором разбирая такие темы, как отчуждение, депрессия и нонконформистская политика». Pushead из Maximumrocknroll описал Suicidal Tendencies как «взрывной грубый трэш метал» и назвал группу «кричащим циклоном огромной силы и решимости». Pushead также заявил, что «этот LP показывает, почему у них такие сильные поклонники».
Критик Айра Роббинс пишет, что «наполовину спетая, наполовину зачитанная и построенная на повторяющихся внезапных сменах темпа, „Institutionalized“ является уникальной, разрушительной центральной частью. Одно из квинтэссенциальных выражений подростковой неустроенности той эпохи, оно превращает недопонимание между поколениями в полный разрыв коммуникаций, заключая в себе всю панковскую социологию таких фильмов, как „Repo Man“ и „Suburbia“ в четырех минутах».

## Влияние и наследие
Suicidal Tendencies был признан критиками одним из самых влиятельных рок-альбомов всех времен и вдохновил многих музыкантов. Гитарист Anthrax Скотт Иэн включил его в свой список «10 лучших трэш-альбомов», заявив: «Я просто считаю, что это идеальный альбом. Каждая песня на нем великолепна. Это идеальный переход между хардкор-панком и металлом, и я полагаю, что это то, что делает трэш-метал — все эти жанры вместе взятые, и Suicidal были первыми, кто сделал это, потому что альбом вышел в 83-м году». Альбом Suicidal Tendencies также упоминался как один из влиятельных или любимых альбомов каждой из «большой четверки» трэш-метала (Metallica, Megadeth, Slayer и Anthrax), а также калифорнийских панк-групп, таких как The Offspring и NOFX.
Песня «Institutionalized» упоминается во многих песнях, в основном в цитате «всё, что я хотел, это Pepsi». Она упоминается в песне Sage Francis «Slow Down Gandhi» в строке «Это смертная казнь против суицидальных наклонностей / Всё, что я хотел, это гребаный Pepsi / Учреждение / Заставить тебя думать, что ты сумасшедший — это индустрия стоимостью в миллиард долларов». Limp Bizkit также ссылались на это в песне «Stuck» в строках «Всё, что я хотел, это Pepsi, только одну Pepsi. Я далек от суицида, но все же у меня бывают такие тенденции, возвращающие воспоминания, по которым я очень скучаю». «All I wanted was a Pepsi» также цитируется в конце песни Cypress Hill «How I Could Just Kill a Man». Американская хэви-метал группа Body Count записала кавер-версию песни «Institutionalized» с новым текстом, написанным певцом Ice-T, под названием «Institutionalized 2014» для своего альбома Manslaughter.
Песня «Memories of Tomorrow» была записана группой Slayer для своего альбома Undisputed Attitude и была включена в японское издание пластинки. Песня «Institutionalized» была также использована группой Senses Fail для саундтрека к видеоигре Tony Hawk’s American Wasteland. Песня «Two Sided Politics» была исполнена группой Bones Brigade на ее альбоме Older Than Shit, Heavier Than Time. Песня «I Shot the Devil» была также исполнена калифорнийской хардкор-панк группой Chotto Ghetto на ее расширенном альбоме Shootin' Devils. Песня «I Saw Your Mommy» вошла в саундтрек к игре Scarface: The World Is Yours для PlayStation 2, Xbox и PC. Песня «Institutionalized» включена в игру Guitar Hero II для PlayStation 2 и Xbox 360 в качестве играбельной песни; она входит в самый сложный уровень, «Face Melters». Она также прозвучала в фильме «Железный человек» (2008), а песня «Subliminal» была частью плейлиста Channel X в игре Grand Theft Auto V (2013).

## Песни
Все песни написаны Майком Мьюиром, кроме отмеченных

### Сторона 1
| №  | Название                                                         | Автор(ы)                  | Длительность |
| -- | ---------------------------------------------------------------- | ------------------------- | ------------ |
| 1. | «Suicide's an Alternative / You'll Be Sorry»                     |                           | 2:44         |
| 2. | «Two Sided Politics (написано Луичи Майорга ,Майк Мьюир )»       | Луичи Майорга ,Майк Мьюир | 1:03         |
| 3. | «I Shot the Devil»                                               |                           | 1:51         |
| 4. | «Subliminal»                                                     |                           | 3:08         |
| 5. | «Won't Fall in Love Today (написано Луичи Майорга ,Майк Мьюир )» | Майорга, Мьюир            | 0:59         |
| 6. | «Institutionalized (написано Луичи Майорга ,Майк Мьюир )»        | Майорга, Мьюир            | 3:49         |

### Сторона 2
| №                   | Название                                                     | Длительность |
| ------------------- | ------------------------------------------------------------ | ------------ |
| 7.                  | «Memories of Tomorrow (написано Луичи Майорга ,Майк Мьюир )» | 0:57         |
| 8.                  | «Possessed»                                                  | 2:07         |
| 9.                  | «I Saw Your Mommy... (написано Луичи Майорга ,Майк Мьюир )»  | 4:52         |
| 10.                 | «Fascist Pig»                                                | 1:17         |
| 11.                 | «I Want More (написано Луичи Майорга ,Майк Мьюир )»          | 2:28         |
| 12.                 | «Suicidal Failure»                                           | 2:53         |
| Общая длительность: | Общая длительность:                                          | 28:17        |

## Участники записи
- Майк Мьюир — вокал
- Грант Эстес — гитара
- Джон Нкльсон — гитара (не записан)
- Луичи Майорга — басс, бэк-вокал
- Эмери Смит — барабаны

### Персонал
- Глен Э. Фридман — продюсер, фотограф
- Рэнди Бёрнс — инженер
- Ди Зи — оформление обложки
- Марк Штерн — набор текста лирических песен

## Переиздания
Альбом Suicidal Tendencies переиздавался несколько раз, причем в разных странах (см. таблицу ниже).
| Год  | Страна            | Формат                                               | Лейбл            | Заметки                                   |
| ---- | ----------------- | ---------------------------------------------------- | ---------------- | ----------------------------------------- |
| 1983 | Соединенные Штаты | Кассета                                              | Frontier FCX 011 |                                           |
| 1983 | Соединенные Штаты | Винил                                                | Frontier FLP 011 |                                           |
| 1987 | Европа            | Винил                                                | Virgin V 2495    | Переиздание; 33 об/мин                    |
| 1987 | Европа            | CD                                                   | Virgin CDV 2495  | Переиздание                               |
| 1990 | Соединенные Штаты | CD                                                   | Frontier FCD 011 | Переиздание                               |
| 1997 | Соединенные Штаты | Винил                                                | Epitaph 80104-1  | Переиздание; ремастеринг                  |
| 1997 | Соединенные Штаты | CD                                                   | Epitaph 80104-2  | Переиздание; ремастеринг                  |
| 2008 | Соединенные Штаты | Винил (140 гр. Ограниченное издание цветного винила) | Frontier 31011-8 | Ремастеринг (25 летнее юбилейное издание) |
| 2008 | Соединенные Штаты | CD                                                   | Frontier 31011-9 | Ремастеринг (25 летнее юбилейное издание) |